# Kostel Panny Marie Karmelské (Přemyšl)
Kostel Panny Marie Karmelské v Přemyšlu (polsky Kościół Matki Bożej Szkaplerznej) a klášter řádu bosých karmelitánek se nachází na úbočí hory Tatar a je nejvýše postaveným sakrálním objektem ve městě.

## Historie
Řád přišel do Přemyšlu 1. března 1884. Až do 11. listopadu 1900, tj. až do vysvěcení kostela a kláštera, žili v malém a stísněném klášteře. Během této doby získávali prostředky na výstavbu svého nového sídla. Při stavbě kostela a kláštera si jeptišky vzaly mnoho půjček. K jejich pokrytí jim značně pomohlo vydání knihy o bosých karmelitánkách.

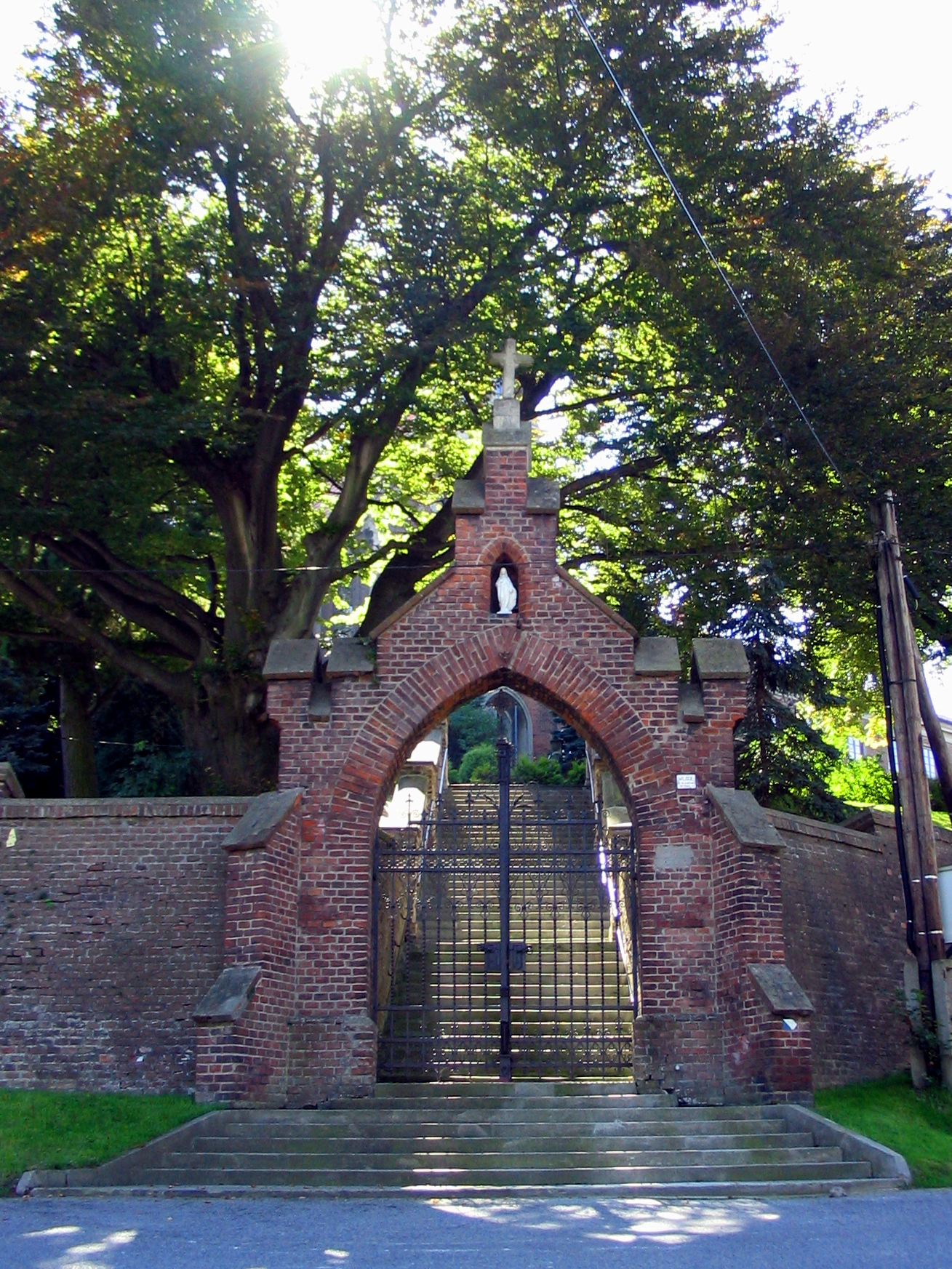
Vchod do areálu kláštera bosých karmelitánek